# 玛格丽塔·潘齐耶拉
玛格丽塔·潘齐耶拉（義大利語：Margherita Panziera，1995年8月12日—）生于特雷维索省蒙泰贝卢纳，是一名意大利女子游泳运动员，主攻仰泳。她首次摘得国际主要大赛奖牌是在2013年地中海运动会，当时她摘得1金、1银和1铜。2016年，她参加了里约奥运，她在其唯一一个参赛项目女子200米仰泳当中位列第17位，以一个名次之差无缘下一轮。